# II Liceum Ogólnokształcące im. Mikołaja Kopernika we Włocławku
II Liceum Ogólnokształcące im. Mikołaja Kopernika we Włocławku – szkoła średnia we Włocławku, laureat konkursu Super Szkoła w roku 2007. Szkoła uczestniczy w projekcie wymiany międzynarodowej Comenius i posiada certyfikat Szkoły z klasą.

## Historia[1]
- W 1958 roku Zakłady Celulozowo-Papiernicze im. Juliana Marchlewskiego przekazały budynek przy pl. Kopernika na Szkołę Podstawową Nr 5.
- W 1959 roku decyzją Ministra Oświaty przekształcono SP Nr 5 w szkołę o nazwie 46 II. W budynku obok szkoły podstawowej pojawiło się liceum ogólnokształcące.
- Pierwszym dyrektorem został Ignacy Hoffman – nauczyciel fizyki. W szkole pracowało wówczas 15 nauczycieli, którzy uczyli zarówno w szkole podstawowej, jak i liceum, zaś uczniów było 550.
- W roku 1960 dyrektorem został Jan Sadowski – nauczyciel historii.
- Rok szkolny 1962/63 zapisał się pierwszym egzaminem maturalnym, który zdało 30 absolwentów. Wśród nich jest prof. Jacek Krełowski – pracownik naukowy UMK w Toruniu.
- Kolejnym istotnym rokiem w życiu był rok 1966, kiedy odeszli uczniowie szkoły podstawowej i powstało 4-letnie liceum ogólnokształcące.
- W nadchodzącym roku szkolnym 1966/1967 postanowiono nadać szkole imię astronoma Mikołaja Kopernika. Uroczystości odbyły się 28 kwietnia 1967 roku: na murach szkoły odsłonięto tablicę z płaskorzeźbą astronoma, której autorem jest Franciszek Kwiatkowski. W tym roku szkołę opuszcza 229 absolwentów.
- W czerwcu 1975 nastąpiła przeprowadzka do Szkoły Podstawowej Nr 7 przy ul. H Sawickiej.
- Rok szkolny 1975/1976 rozpoczął się istotnymi zmianami personalnymi. Do pracy w Kuratorium Oświaty i Wychowania odszedł dotychczasowy dyrektor Jan Sadowski, a jego miejsce zajął Stanisław Milczarek.
- W roku szkolnym 1977/1978 pracowało 34 nauczycieli, było ok. 600 uczniów. Do roku 1977 liceum opuściło 1235 absolwentów.
- W roku 1987 otworzono pracownię informatyczną, a w 1992 powstała klasa informatyczna z autorskim programem nauczania.
- Rok 1991 nastąpiła przeprowadzka do Szkoły Podstawowej Nr 16 przy ul. Uroczej 3.
- Do 1999 roku szkołę ukończyło 4500 absolwentów. Aktualnie pracuje ponad 50 nauczycieli, są 24 oddziały.
- Od 1 września 1999 roku Urząd Miejski we Włocławku oddał budynek przy ul. Uroczej 3 w trwały zarząd II Liceum Ogólnokształcącemu im. Mikołaja Kopernika.
- Od 1 września 2002 roku dyrektorem szkoły został mgr inż. Jerzy Rutkowski.
- W roku 2009 13 czerwca odbył się zjazd absolwentów z okazji 50-lecia istnienia szkoły.
- Od 3 września 2012 roku funkcję dyrektora pełni mgr Małgorzata Ćwikowska.
- Od 1 lipca 2024 roku dyrektorem szkoły jest Beata Wróblewska[2].

## Osiągnięcia
- Laureat konkursu Super Szkoła w roku 2007[3]
- Certyfikat Szkoły z klasą
- Certyfikaty Nauczycieli z klasą
- Certyfikaty Uczniów z klasą

## Profile
Obecnie uczniowie kształcą się na następujących profilach:
| Klasa | Profil                    | Zajęcia rozszerzone                  | Język obcy 1 | Język obcy 2                    |
| ----- | ------------------------- | ------------------------------------ | ------------ | ------------------------------- |
| A     | technologiczny            | matematyka fizyka                    | angielski    | niemiecki                       |
| B     | polonistyczno-biologiczny | język polski biologia                | angielski    | niemiecki, francuski lub włoski |
| C     | humanistyczno-społeczny   | język polski geografia WOS           | angielski    | niemiecki, francuski lub włoski |
| D     | biologiczno-chemiczny     | biologia chemia                      | angielski    | niemiecki                       |
| E     | kulturalno-medialny       | język polski historia WOS            | angielski    | niemiecki, francuski lub włoski |
| F     | ekonomiczny               | matematyka geografia język angielski | angielski    | niemiecki                       |
| G     | prawno-administracyjny    | historia WOS geografia               | angielski    | niemiecki                       |

## Absolwenci
- Mariusz Ziółkowski (uczeń w l. 1998–2002) – muzyk, gitarzysta
- Michał Rosiak (uczeń w l. 2002–2005) – młodzieżowy mistrz Europy w skoku w dal
- Maciej Maciak – dziennikarz, działacz polityczny, kandydat na urząd prezydenta RP w wyborach w 2025[5]

## Dyrektorzy
- Ignacy Hoffman (1959–1960)
- Jan Sadowski (1960–1975)
- Stanisław Milczarek (1975–2002)
- Jerzy Rutkowski (2002–2012)
- Małgorzata Ćwikowska (2012–2024)
- Beata Wróblewska (od 2024)